# Plym
Plym – rzeka w Devonie w Anglii, wypływająca z moczarów Dartmoor. Rzeka wpada do kanału La Manche koło Plymouth. W dolinie rzeki działa w wybrane niedziele linia kolejowa Plym Valley Railway. Słowo "plym" wywodzi się prawdopodobnie z języka staroangielskiego i oznacza śliwę.